# Bogotazo

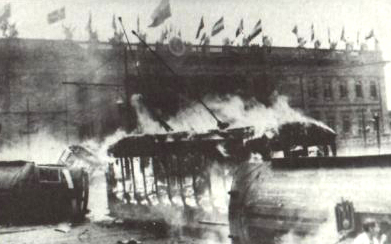
Płonące pojazdy na ulicach Bogoty w czasie Bogotazo

Bogotazo lub El Bogotazo – zamieszki w stolicy Kolumbii, Bogocie, jakie miały miejsce po zamordowaniu lidera Kolumbijskiej Partii Liberalnej i kandydata na prezydenta Jorge Eliécera Gaitána 9 kwietnia 1948. Zamieszki zostały w ciągu kilkunastu godzin stłumione przez wojsko. Zniszczony został szereg zabytków Bogoty oraz budynków rządowych. Bogotazo stało się również początkiem fali walk między zwolennikami rządu a sympatykami zamordowanego Gaitana znanej jako La Violencia, która ogarnęła całą Kolumbię i trwała przez kolejne dziesięć lat.

## Zabójstwo Gaitána
9 kwietnia 1948 w Bogocie odbywała się dziewiąta Konferencja Panamerykańska, w ramach której prezydent Kolumbii Mariano Ospina Pérez miał spotkać się z amerykańskim sekretarzem stanu George Marshallem. W tym samym czasie Gaitán, pracujący w zawodzie adwokata, spędził noc w swoim biurze, gdzie do późnych godzin przygotowywał wystąpienie sądowe. Polityk Kolumbijskiej Partii Liberalnej był również jej kandydatem w najbliższych wyborach prezydenckich z istotnymi szansami na zwycięstwo. Tego samego dnia, po zakończeniu pracy, Gaitán planował spotkanie z Fidelem Castro, Enrique Ovaresem oraz Alfredo Guevarą, z którymi miał uzgodnić swój udział w Latynoamerykańskim Kongresie Młodzieży. W momencie, kiedy Gaitán opuścił kancelarię, został dwukrotnie postrzelony w głowę i raz w klatkę piersiową. Mimo szybkiej pomocy i przewiezienia do najbliższego szpitala (Clinica Central) w ciągu godziny polityk zmarł.
Mężczyzna podejrzewany o oddanie strzałów w kierunku popularnego działacza zaczął uciekać, ścigany przez zebrany na miejscu zabójstwa tłum. Aby uniknąć samosądu, oddał się dobrowolnie w ręce policjanta Carlosa Alberto Jiméneza Díaza, który próbował zapanować nad sytuacją. Policjant zdołał odprowadzić go do apteki Granada, gdzie zamknął się razem z nim. Pytany o przyczynę zabójstwa Gaitána, zatrzymany mężczyzna nie był w stanie nic powiedzieć, wzywał jedynie opieki Matki Boskiej. W chwilę później drzwi apteki zostały wyważone, a zabójca wyciągnięty na zewnątrz, gdzie został zlinczowany przez tłum. Na podstawie odnalezionych przy nim dokumentów udało się ustalić jego personalia – był to Juan Roa Sierra. Część świadków zdarzenia twierdziła jednak, że człowiek zatrzymany przez Diaza, a następnie zabity, nie był mordercą Gaitána, a prawdziwy zamachowiec zdołał zbiec. Przyczyną pomyłki miał być identyczny, szary beret noszony przez obydwu mężczyzn.
Mimo przyjęcia oficjalnej wersji o zabójstwie Gaitána przez Roę Sierrę (podkreślano fakt, iż zabójca leczył się psychiatrycznie) pojawiły się teorie sugerujące, iż to nie on był winien śmierci polityka, a Gaitán padł ofiarą szerszego spisku. Wskazywany był fakt, że Roa Sierra, który kilka razy ubiegał się bez skutku o pracę w kancelarii prawniczej ofiary, nie umiał strzelać z pistoletu, nie byłby zatem w stanie oddać tak precyzyjnych strzałów. Udowodniony został fakt, że pistolet użyty przez mordercę został sprzedany dwa dni wcześniej, Roa Sierra nie zdołałby zatem nauczyć się strzelać. Wśród potencjalnych organizatorów zamachu wskazywano CIA, konkurencyjne wobec Gaitána skrzydło Kolumbijskiej Partii Liberalnej, komunistów oraz Fidela Castro. Z powodu podejrzeń o komunistyczną inspirację zamieszek Kolumbia zawiesiła stosunki dyplomatyczne z ZSRR. Zwolennicy teorii o spisku podkreślali zadziwiający zbieg zabójstwa z Konferencją Panamerykańską i obecnością delegacji USA w Kolumbii.

## Zamieszki
W chwilę po oficjalnej informacji lekarzy o śmierci Gaitána stacja radiowa Últimas noticias, sprzyjająca liberałom, nadała komunikat, w którym rząd i prezydent zostali jednoznacznie oskarżeni o doprowadzenie do śmierci polityka. Radio wezwało również mieszkańców Bogoty do wyjścia na ulice z kijami, kamieniami i bronią palną. Po chwili została odczytana instrukcja przygotowania koktajlu Mołotowa. Nadany komunikat wywołał niezwykle gwałtowną reakcję najuboższych mieszkańców miasta, którzy masowo ruszyli w stronę centrum miasta. Początkowo tłum zbierał się w pobliżu Clinica Central, następnie udał się do pałacu prezydenckiego, gdzie odbywała się narada prezydenta i rady ministrów, oraz do budynku, w którym miał zjawić się amerykański sekretarz stanu. Zgromadzeni obrzucili kamieniami pałac prezydencki, na ulicach Bogoty zaczęły płonąć autobusy i samochody. Zamieszki zaczęły się również w innych miastach Kolumbii. Protestujący wyrażali nie tylko oburzenie z powodu śmierci polityka, ale i ogólny sprzeciw wobec sytuacji panującej w kraju, za którą winili najbogatsze warstwy Kolumbijczyków oraz związane z nimi partie. Padały nawet hasła antykapitalistyczne.
Liderzy Kolumbijskiej Partii Liberalnej, przerażeni biegiem wypadków, pośpiesznie wybrali nowym przewodniczącym partii Dario Echandíę, który wezwał do powrotu do domów. Jego apel był jednak bezskuteczny, stale rosnący tłum zaatakował siedzibę gazety „El Siglo”. Doszło do pierwszych starć z policją (której część postanowiła przyłączyć się do tłumów) i wojskiem, były ofiary śmiertelne. Uczestnicy zamieszek byli uzbrojeni w przypadkowe przedmioty. W toku zamieszek miały miejsce liczne akty wandalizmu w sklepach i na ulicach. Wiele ze skradzionych z nich przedmiotów było następnie sprzedawanych za niskie ceny lub wymienianych na alkohol. W celu zdobycia dodatkowej broni tłum wdarł się do komendy głównej policji, mimo zapewnień jej szefa Benicio Arce Very, że policjanci nie będą strzelali. Arce zapewniał po latach, że wśród aktywnych uczestników zamieszek widział Fidela Castro. Wśród innych budynków zniszczonych przez uczestników Bogotazo znalazły się pałac sprawiedliwości, klasztor św. Inez, klasztor dominikanów, kościół Veracruz, nuncjatura rzymskokatolicka, uniwersytet dla kobiet oraz szereg innych budynków rządowych i zabytków. Większość pożarów została wywołana za pomocą koktajli Mołotowa. Zniszczone zostały również więzienia w Bogocie, z których uciekło kilkuset osadzonych.
Politycy liberalni, skupieni wokół ciała swojego zamordowanego lidera, po pierwszym nieudanym apelu do tłumów całkowicie zrezygnowali z prób opanowania sytuacji. Mając nadzieję, że wspólny apel polityków różnych odcieni skłoni uczestników starć do powrotu do domów, rząd zaprosił ich na wspólną naradę w celu wynalezienia środków wyjścia z sytuacji. Dotarcie liberałów do pałacu prezydenckiego było możliwe tylko dzięki eskorcie wojskowej; kilku z nich odniosło rany w panującym na ulicach ogólnym chaosie. Z kolei grupa dziennikarzy Últimas Noticias ogłosiła powstanie Rady Rewolucyjnej i zapowiedziała kary dla osób popełniających przestępstwa kryminalne. Deklaracja ta wywołała zdecydowaną reakcję rządu, który nakazał wojsku przejąć kontrolę nad siedzibą radia. Wcześniej armia zdołała odepchnąć uczestników zamieszek również od większości budynków rządowych i sądów. Ostatecznie siły zbrojne stłumiły zamieszki. Stolica Kolumbii została jednak praktycznie całkowicie zdewastowana, a wydarzenia w Bogocie przyczyniły się do wybuchu fali podobnych wydarzeń na prowincji kraju. Szacuje się, że bezpośrednio ofiarą Bogotazo padło 3000 osób.